# Брун-ам-Гебірге
Брунн-ам-Бегірге (нім. Brunn am Gebirge) — Торгова громада в Австрії, в федеральній землі Нижня Австрія, у окрузі Медлінг.